# Música envasada
La expresión música envasada o enlatada es utilizado para referirse a melodías o canciones las cuales no son ejecutadas en tiempo real, ya sea por una banda u orquesta, sino que son reproducidas por una fuente de audio que fue grabada previamente.
Es por esto que por música envasada nos referimos a los CD, discos de vinilo, casetes, minidisc, mp3, etc. Todas aquellas fuentes de audio que se reproducen por medios técnicos y no por medios humanos como los músicos en vivo.
El término también suele emplearse para referirse a aquellas canciones cuya parte instrumental contiene un sonido muy artificial, ya sea porque está sobrecargado de efectos o bien porque la misma fuente instrumental es un sintetizador u otro aparato electrónico. Por ejemplo, la música electrónica y el reguetón es, por su carácter musical de fuente y empleo sonoro, un típico caso de música enlatada (aunque hay toda clase de niveles en este género).
En Chile, la música envasada es el concepto básico de la empresa que provee musicalización para diferentes festividades, tales como matrimonios, fiestas de empresas, bautizos, cumpleaños, etc.
- Datos: Q6036514